# پرویز کردوانی
پرویز کَردَوانی (زاده ۱۰ اسفند ۱۳۱۰ در گرمسار – درگذشته ۲۷ مرداد ۱۴۰۰ در تهران) جغرافی‌دان ایرانی، پدر کویرشناسی ایران و دارندهٔ مدال ملی و نشان دانش در ایران بود. او در پنجمین همایش چهره‌های ماندگار (سال ۱۳۸۴) به عنوان چهرهٔ ماندگار در زمینه جغرافیا معرفی شد. مجسمهٔ یادبود پرویز کردوانی در میدان انقلاب گرمسار قرار گرفته‌است. مراسم تکریم ایشان توسط بنیاد نخبگان استان سمنان در سال ۱۳۹۵ با حضور جمعی از چهره‌های علمی و فرهنگی کشور، شاگردان ایشان و استعدادهای برتر برگزار شد.

## زندگی

### تحصیلات
پرویز کردوانی تحصیلات ابتدایی را در دبستان داراب ریکان و دوره متوسطه را تا کلاس ۹ در دبیرستان آفتاب گرمسار گذراند. او دیپلم خود را از دبیرستان رازی تهران (مدرسه فرانسوی‌ها) گرفت. کردوانی پس از پایان تحصیلات متوسطه برای ادامه تحصیل به آلمان رفت و مراتب تحصیلی‌اش را تا دکترای رشته عمران کویر طی کرد. کردوانی برای پایان‌نامه دکترای خود یک تُن از خاک کویر گرمسار را به آلمان برد. او مدرک دکترای خود را در سال ۱۳۴۵ با بالاترین امتیاز گرفت.

### بازگشت
پس از بازگشت به ایران در سال ۱۳۴۵ به عنوان نخستین عضو هیئت علمی دانشکده تازه تأسیس کشاورزی ارومیه استخدام شد. پس از ۲ سال آموزش در این دانشکده در سال ۱۳۴۷ به گروه آموزشی جغرافیای دانشگاه تهران انتقال یافت و در همین سال‌ها بود که مطالعه میدانی خود روی مناطق کویری ایران را با جدیت فراوان دنبال کرد.

## دیدگاه کارشناسی
پرویز کردوانی دربارهٔ کمبود آب و سیاست‌های غلط آبی در ایران بارها هشدار داده بود و گفته بود ۵۰ سال دیگر ایران، هیچ آب سطحی و زیرزمینی نخواهد داشت.
او باور داشت ساخت چاه‌های نفت و خشک شدن تالاب‌ها و باتلاق‌ها و دریاچه‌هایی چون طشک و بختگان از عوامل پدیدآورنده ریزگردهای داخلی هستند. کردوانی، راهکار جلوگیری از توفان ریزگردها را در ترکیب مخلوطی از آب (۵۰ درصد)، رس (۳۵ درصد) و ماسه (۱۵ درصد) می‌دانست که از طریق ترکیب آنها می‌توان بتن شنی ماسه‌ای تولید و در کانون‌های شن و ماسه پاشیده شود.
پرویز کردوانی انتقال آب دریای خزر به استان سمنان را یک درگیری سیاسی می‌دانست. او بر این باور بود که برنامه‌های انتقال آب دریای خزر به سمنان و پروژه انتقال آب خلیج فارس و دریای عمان به خراسان جنوبی و رضوی مشکل کم‌آبی در کشور را رفع نخواهند کرد.

## کارها
- کار در دانشکده کشاورزی ارومیه (رضائیه) ۱۳۴۵.
- انتقال به گروه آموزشی جغرافیا در دانشگاه تهران و آغاز آموزش در تهران ۱۳۴۸
- مدیرکل دفتر مطالعات آموزشی دانشگاه تهران ۴۸ تا ۵۴
- بنیانگذار و رئیس مرکز تحقیقات مناطق کویری و بیابانی ایران ۵۴ تا ۵۸
- راهنمایی بیش از ۱۵۰ پایان‌نامه فوق‌لیسانس و ۷ رساله دکترا
- مطالعات میدانی در مناطق کویری و بیابانی ایران
- استاد نمونه دانشگاه تهران در ۲ سال ۷۸ و ۸۰
- برنده جایزه «مهرگان علم» به‌خاطر نوشتن بهترین کتاب سال در زمینه محیط‌زیست
- عضویت در بنیاد مطالعات آسیایی، شبکه آب خاورمیانه، عضو هیئت امنای صلح سبز، رئیس کمیته بیابان‌زدایی انجمن متخصصان محیط‌زیست ایران
- نوشتن بیش از ۲۰ جلد کتاب و ده‌ها مقاله علمی به زبان‌های فارسی، انگلیسی و آلمانی و سخنرانی‌های بسیار در مجامع علمی داخلی و خارجی[۳]

## پژوهش و انتشارات
کتاب‌های منتشر شده کردوانی عبارتند از:
- کویر (نمکزار) بزرگ مرکزی ایران و مناطق همجوار آن
- جغرافیای خاکها
- حفاظت خاک
- اکوسیستم‌های طبیعی
- اکوسیستم‌های آبی
- آب‌های شور
- آبهای سطحی و زیرزمینی
- ژئوهیدرولوژی
- مراتع ایران
- مناطق خشک: ویژگیهای اقلیمی، علل خشکی، مسائل آب و غیره
- خشکسالی و راه‌های مقابله با آن در ایران

## درگذشت
پروفسور کردوانی در تاریخ ۲۷ مرداد ۱۴۰۰ درگذشت.